# Ляжбердіно
Ляжбе́рдіно (рос. Ляжбердино, марій. Ляжбердино) — присілок у складі Параньгинського району Марій Ел, Росія. Входить до складу Параньгинського міського поселення.

## Населення
Населення — 242 особи (2010; 246 у 2002).
Національний склад (станом на 2002 рік):
- татари — 99 %